# Malcolm Middleton
Malcolm Middleton (Dumfries, 31 dicembre 1973) è un chitarrista e cantante britannico noto per il suo lavoro con Aidan Moffat nella band post-folk indie Arab Strap e per la sua carriera da solista, scrittore e produttore.
Fino ad oggi, Middleton ha pubblicato cinque album in studio da solista, il più recente dei quali, Waxin Gibbous, è uscito l'8 giugno 2009.

## Infanzia
Middleton è nato a Dumfries, ma è cresciuto a Falkirk, Scozia, Regno Unito. Ha frequentato la Graeme High School. Ha suonato il basso, la chitarra e qualche volta ha cantato in diverse band dal 1990, tra cui Purple Bass Plectrum, Rabid Lettuce, Pigtube e The Laughing Stock.

## Carriera

### Arab Strap
Nel 1995, Middleton e Aidan Moffat, grazie al loro amore comune per artisti come gli Smog e Will Oldham, hanno iniziato a fare musica insieme con il nome di "Arab Strap" . La band ha pubblicato sei album in studio, prima del loro scioglimento nel 2006.

### Carriera solista
Middleton pubblicò il suo primo album solista5:14 Fluoxytine Seagull Alcohol John Nicotine nel 2002, seguito daInto The Woods nel 2005. Dopo lo scioglimento degli Arab Strap nel 2006, pubblicò l'albumA Brighter Beat nel 2007. Il primo brano del album "We're All Going To Die" è stato pubblicato come singolo il 17 dicembre.
Il quinto album solista, dal titolo Waxing Gibbons, è stato pubblicato l'8 giugno 2009. Il singolo "Red Socks Travellin '", pubblicato il 18 maggio 2009, ha preceduto l'uscita dell'album.
Middleton, finito di registrarlo, ha detto che potrebbe essere l'ultimo.

## Discografia

### Album in studio
- 5:14 Fluoxytine Seagull Alcohol John Nicotine (2002)
- Into The Woods (2005)
- A Brighter Beat (2007)
- Sleight of Heart (2008)
- Waxing Gibbous (2009)
- Human Don't Be Angry (2012)
- Music and Words (2014)
- Electric Blue (2015)
- Summer Of '13 (2016)
- Bananas (2018)
- Guitar Variations (2020)

### Album Live
- Live At The Bush Hall (2007)

### Singoli
| Anno | Canzone                          | Album            | Etichetta discografica |
| ---- | -------------------------------- | ---------------- | ---------------------- |
| 2004 | Ryanair Song                     | (none)           | Nowhere Fast           |
| 2005 | Loneliness Shines/No Modest Bear | Into The Woods   | Chemikal Underground   |
| 2005 | Break My Heart                   | Into The Woods   | Chemikal Underground   |
| 2007 | A Brighter Beat                  | A Brighter Beat  | Full Time Hobby        |
| 2007 | Fuck It, I Love You              | A Brighter Beat  | Full Time Hobby        |
| 2007 | Fight Like The Night             | A Brighter Beat  | Full Time Hobby        |
| 2007 | We're All Going To Die           | A Brighter Beat  | Full Time Hobby        |
| 2008 | Blue Plastic Bags                | Sleight Of Heart | Full Time Hobby        |
| 2009 | Red Travellin' Socks             | Waxing Gibbous   | Full Time Hobby        |
| 2009 | Zero                             | Waxing Gibbous   | Full Time Hobby        |